# Rio Allen
O rio Allen, é um rio do distrito da Costa Oeste da Ilha do Sul de Nova Zelândia. Ele drena o lado sul da "Allen range" (com alturas superiores a 1.450 m), que faz parte da fronteira entre a Costa Oeste e os distritos da Tasmânia. 
O rio tem dois ramos (esquerdo e direito) durante metade do seu comprimento, dos dois ramos o direito tem um caudal maior. Uma vez unido, o rio corre para o sul através de um estreito desfiladeiro e junta-se ao rio Johnson 200 metros a montante da sua confluência com o ramo norte do rio Mokihinui. 